# Asamblea General de Arkansas
La Asamblea General de Arkansas (en inglés: Arkansas General Assembly) es la legislatura estatal (órgano encargado del Poder legislativo) del estado de Arkansas, en Estados Unidos. La legislatura es un cuerpo bicameral compuesto por una cámara alta, el Senado de Arkansas, con 35 miembros, y una cámara baja, la Cámara de Representantes de Arkansas con 100 miembros. Los 135 representantes y senadores estatales representan un número igual de distritos constituyentes. La Asamblea General se reúne el segundo lunes de cada dos años. Una sesión dura 60 días a menos que la legislatura vote para extenderla. El gobernador de Arkansas puede emitir una "convocatoria" para una sesión especial durante los intermedios entre sesiones regulares. La Asamblea General se reúne en el Capitolio del Estado de Arkansas en Little Rock .

## Historia
La Asamblea General de Arkansas está autorizada por la Constitución de Arkansas, que es la quinta constitución del estado. La primera constitución fue ratificada el 30 de enero de 1836 y la constitución actual fue adoptada en 1874. La constitución también ha sido enmendada a lo largo de la historia del estado desde 1874. 
Originalmente, los legisladores se reunían cada dos años, pero hoy se reúnen anualmente.
En 1922 Frances Hunt se convirtió en la primera mujer elegida para un escaño en la Asamblea General de Arkansas cuando fue elegida en la Cámara de Representantes.

## Potestades y proceso legislativo
La Asamblea General de Arkansas es responsable de hacer y enmendar las leyes de Arkansas . El proceso legislativo es similar al de otras legislaturas estatales de los Estados Unidos: los proyectos de ley se someten a una revisión del comité y tres lecturas en el piso de cada cámara de la legislatura. El gobernador tiene poder de veto, pero una mayoría simple de ambas cámaras de la legislatura puede anular ese veto.
Los legisladores también seleccionan 20 representantes estatales y 16 senadores estatales para formar parte del Consejo Legislativo de Arkansas, que supervisa la Oficina de Investigación Legislativa y actúa como comité organizador de la legislatura.

## Plazo de mandatos
La enmienda 73 de la Constitución, aprobada por los votantes en las elecciones generales estatales de 1992, estableció límites de mandato para representantes y senadores. Los representantes se limitaron a tres mandatos de dos años (seis años); Los senadores estaban limitados a dos mandatos de cuatro años (ocho años).
La enmienda 73 también estableció límites de mandato para los senadores y representantes de los Estados Unidos, pero esta parte de la enmienda fue declarada inconstitucional por la Corte Suprema de los Estados Unidos en US Term Limits, Inc. v. Thornton. Como la Sección 4 de la Enmienda incluía una cláusula de divisibilidad, el resto de la enmienda permaneció en vigor.
Esto fue reemplazado en gran medida por la enmienda 94 en 2014, que extendió el total de años que podrían servir a 16 en cualquier combinación de escaños de la Cámara y el Senado.
La ley fue cambiada nuevamente en 2020 mediante un referéndum que eliminó el límite de vida de 16 años en la legislatura y cambió a 12 años consecutivos con la opción de regresar después de un receso de cuatro años.